# Толбовка (приток Сумы)
Толбовка — река в России, протекает по территории Кингисеппского района Ленинградской области. Устье реки расположено на 7 км по левому берегу реки Сумы. Длина реки составляет 10 км. Протекает через деревни Раннолово и Войносолово.

## Данные водного реестра
По данным государственного водного реестра России относится к Балтийскому бассейновому округу, водохозяйственный участок реки — Реки бассейна Финского залива от северно. Относится к речному бассейну реки Нарва (российская часть бассейна).
Код объекта в государственном водном реестре — 01030000712102000025512.